# Unis vers l'uni (chanson)
Pistes de Unis vers l'uni
Nos deux noms
Unis vers l'uni est une chanson de Michel Jonasz sortie en 1985.
Elle est le titre phare de l'album Unis vers l'uni qui a propulsé Michel Jonasz vers le devant de la scène, et qui est dédiée à sa fille Anna qui vient de naitre. Jean-Yves D'Angelo participe activement aux arrangements, avec Gabriel Yared.

## Musiciens
- Batterie : Manu Katché[2]
- Guitares : Kamil Rustam
- Percussions : Marc Chantereau
- Piano et synthétiseurs: Jean-Yves D'Angelo[2]

## Classement
| Classement (1986) | Meilleure position |
| ----------------- | ------------------ |
| France (IFOP)     | 71                 |